# Toona ciliata
Toona ciliata  (Cedro rojo) es un árbol perteneciente a  la familia Meliaceae, que crece a lo largo de Asia del sur, desde Afganistán a Papúa Nueva Guinea y Australia. En Australia, su hábitat natural son las despejadas selvas subtropicales de Nueva Gales del Sur y Queensland.  La población australiana era antes tratada como especie distinta bajo el nombre de T. australis .

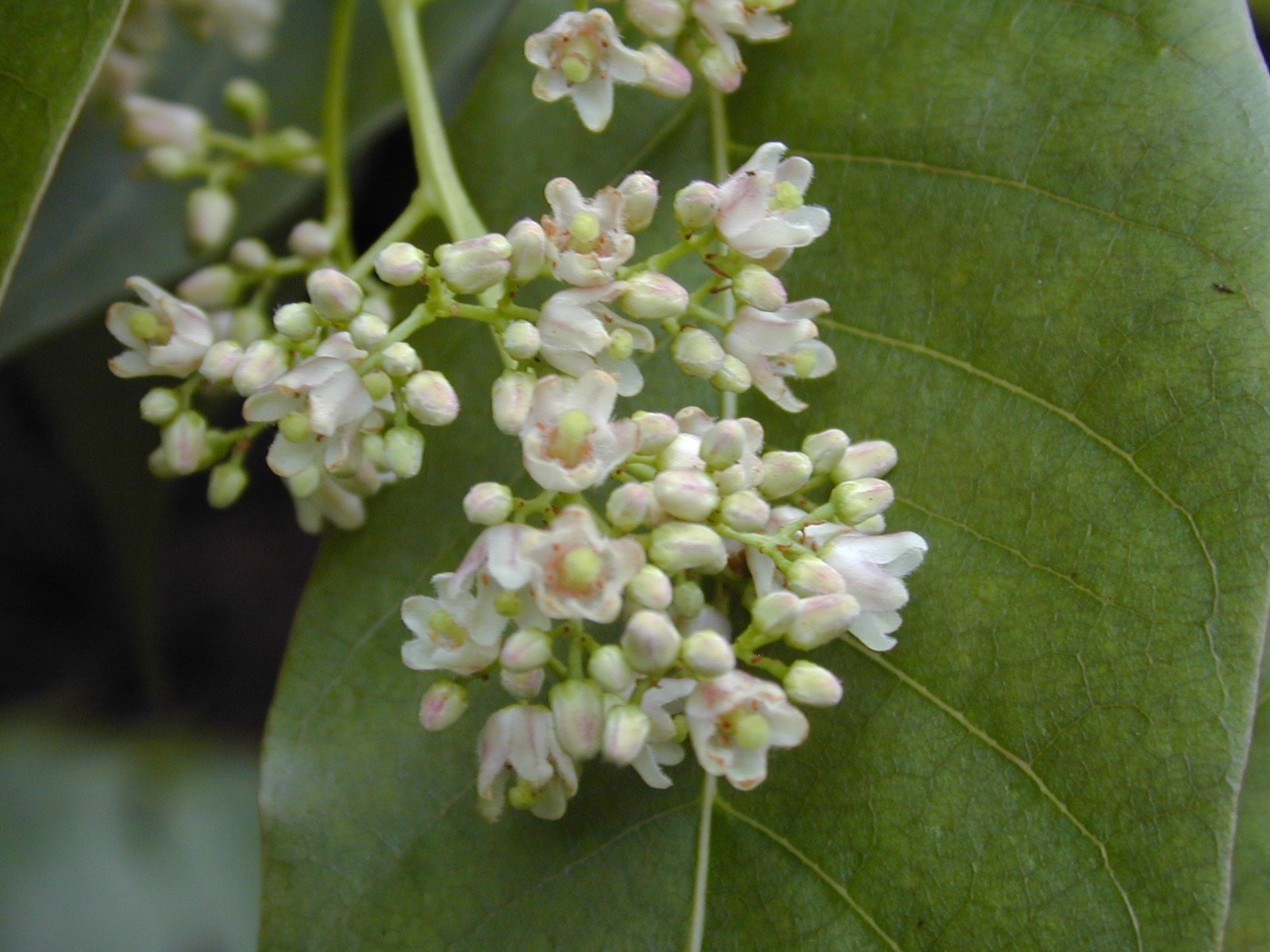
Flores.

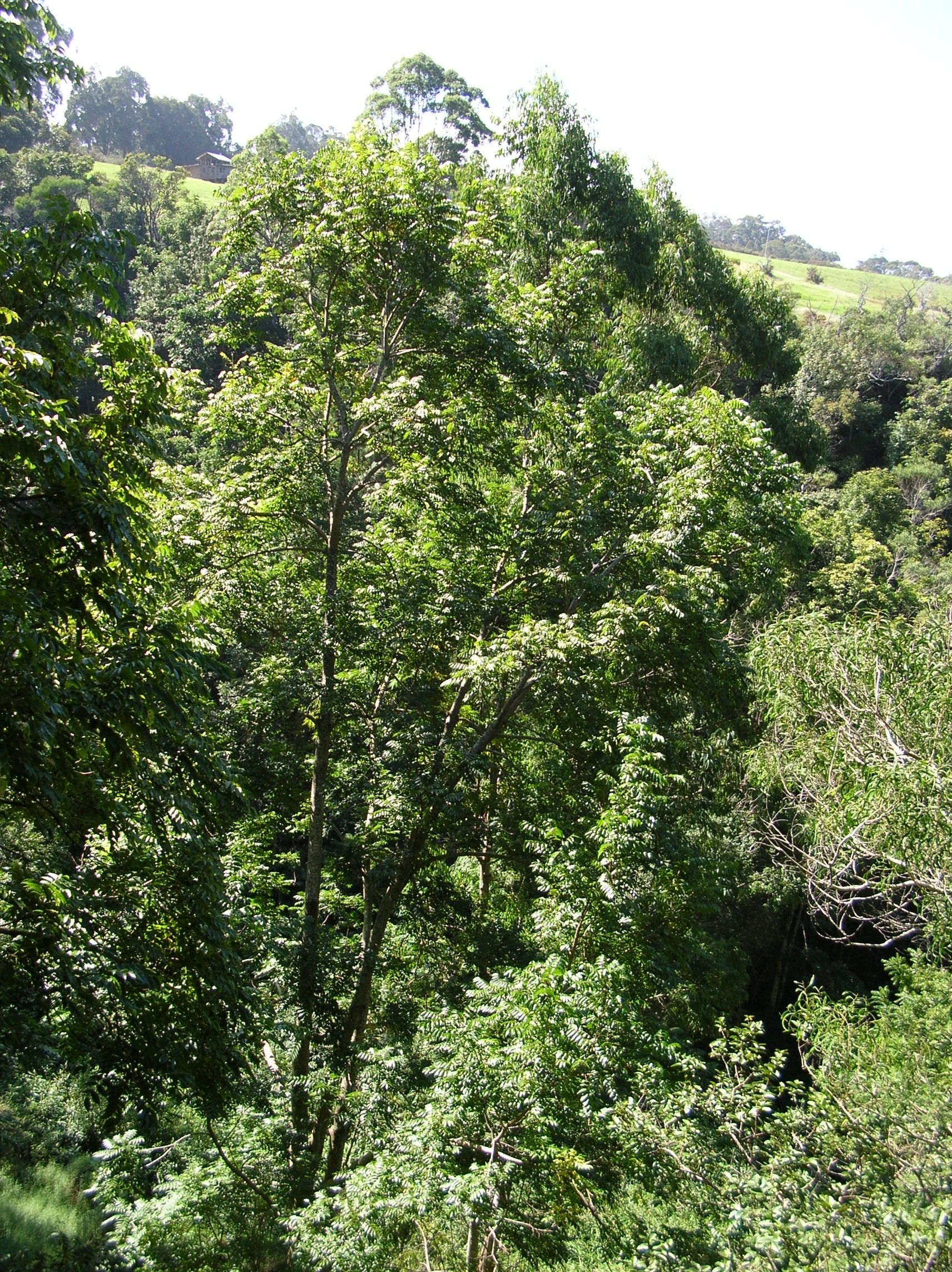

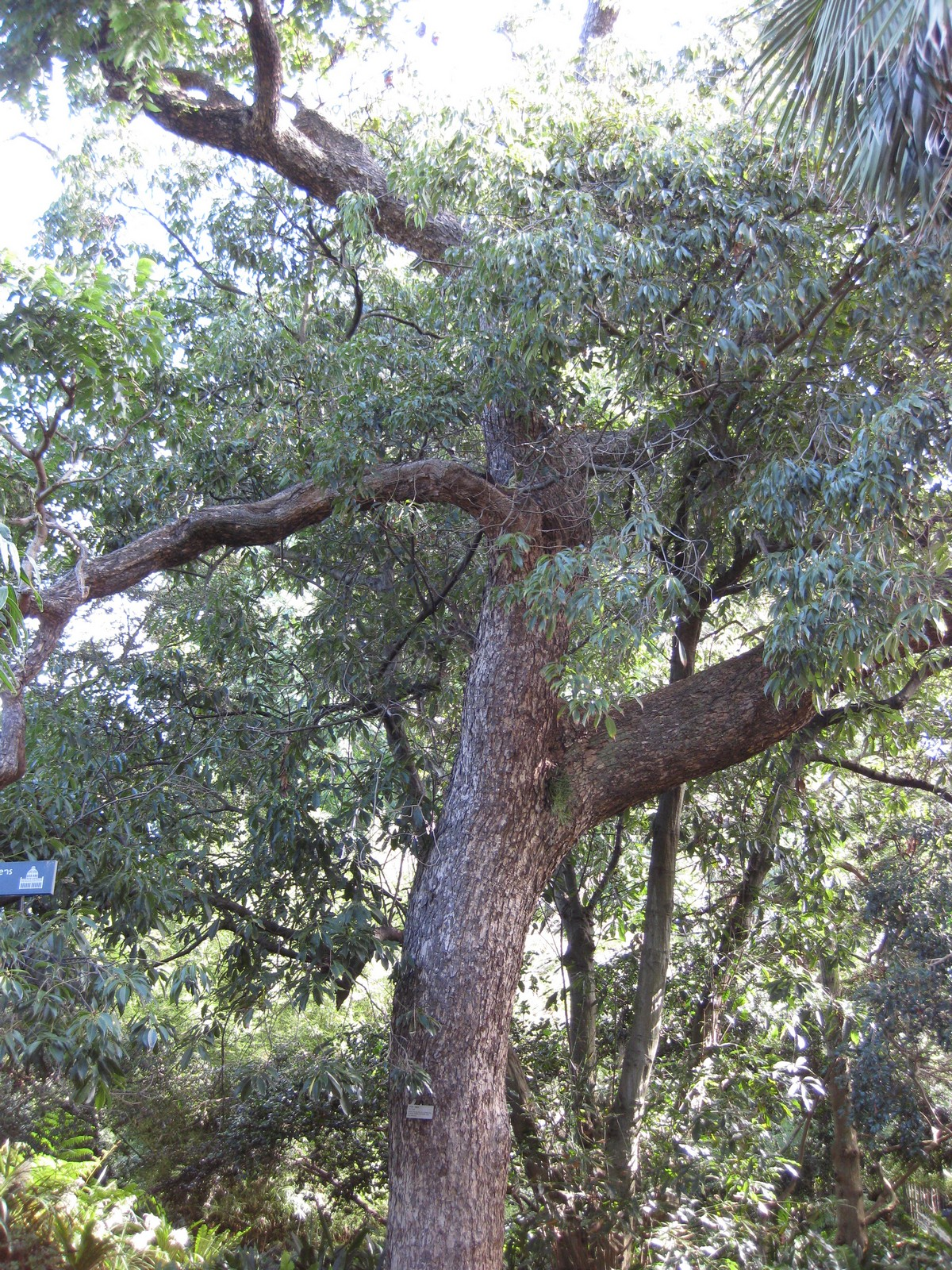
Vista de la planta

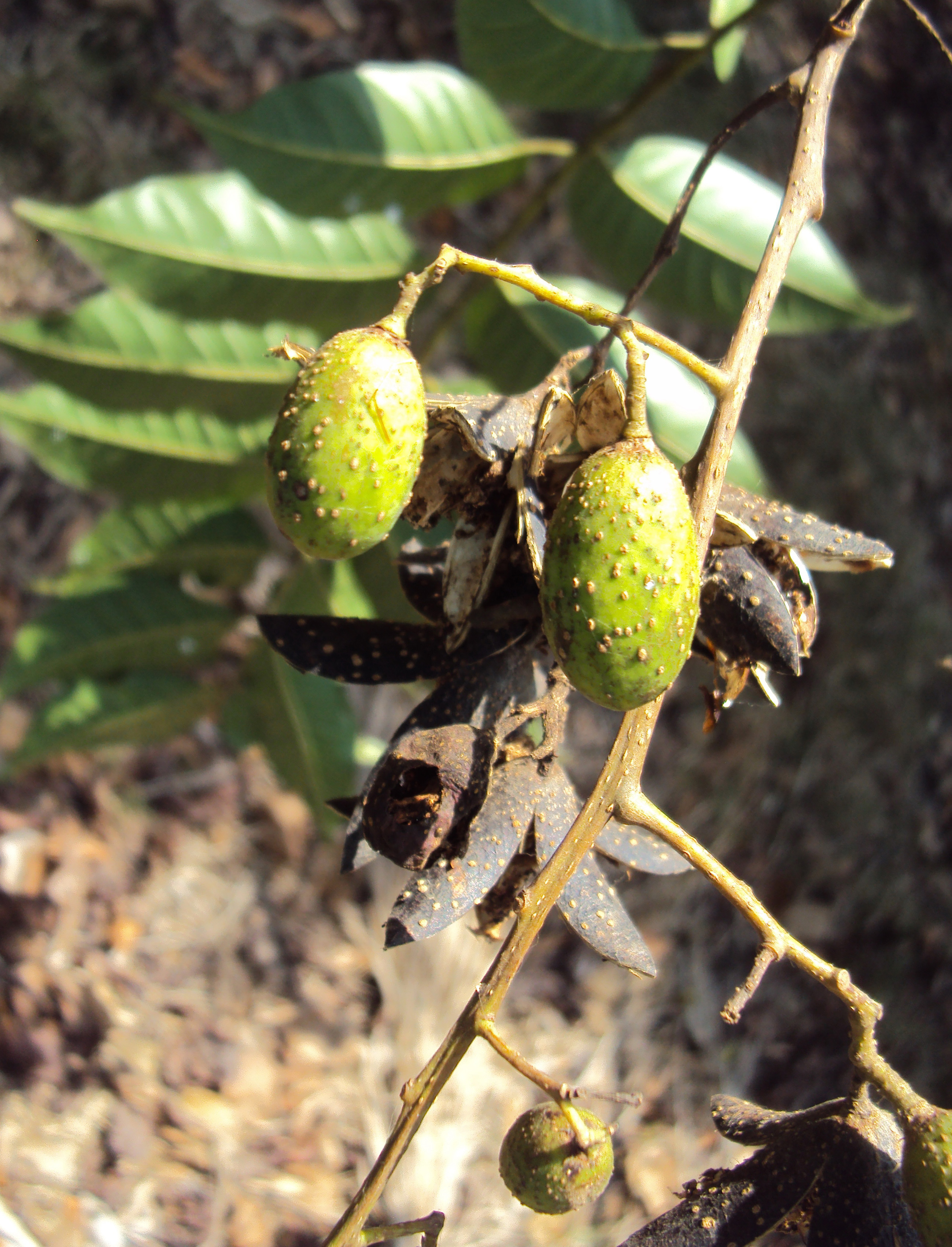
Frutos

## Descripción
La especie puede crecer hasta alrededor de 60 metros de altura y su tronco puede llegar a 3 m de circunferencia.  El más grande registrado  en Australia creció cerca de Nulla Nulla Creek, al oeste de Kempsey, Nueva Gales del Sur y fue derribado en 1883.

## Usos
Es uno de los pocos  árboles nativos de Australia de follaje caduco.  La madera es de color rojo, fácil de trabajar y muy altamente valorada.  Se utiliza ampliamente para muebles, paneles de madera y construcción, incluyendo la construcción naval, y fue conocida como el "oro rojo" de los colonos de Australia.
El cedro rojo es ampliamente plantado en las partes tropicales y subtropicales del mundo como un árbol de sombra por su aspecto y su rápido crecimiento. Se cultiva en las Islas de Hawái y el sur y el este de África.  En algunas partes de Zimbabue y Sudáfrica, se ha naturalizado, y cada vez más se propaga por la semilla.

## Propiedades
Indicaciones: se usa la corteza como: antipirético, tónico, astringente. Las flores: emenagogo. Se usa la corteza y las flores.

## Taxonomía
Toona ciliata fue descrita por Max Joseph Roemer y publicado en Familiarum Naturalium Regni Vegetabilis Monographicae 1: 139. 1846.
Etimología
Toona: nombre genérico que deriva del nombre vernáculo indio para la especie Toona ciliata.
ciliata: epíteto latíno que significa "ciliada".
Sinonimia:
- Cedrela australis F.Muell.
- Cedrela australis Mudie
- Cedrela kingii C.DC.
- Cedrela kingii var. birmanica C. DC.
- Cedrela microcarpa C. DC.
- Cedrela mollis Hand.-Mazz.
- Cedrela toona Roxb. ex Rottler & Willd. basónimo
- Cedrela toona var. gamblei C. DC.
- Cedrela toona var. haslettii Haines
- Cedrela toona var. latifolia Miq. ex C. DC.
- Cedrela toona var. multijuga Haines
- Cedrela toona var. nepalensis C. DC.
- Cedrela toona var. parviflora Benth.
- Cedrela toona var. puberula C. DC.
- Cedrela toona var. pubescens Franch.
- Cedrela toona var. pubinervis C. DC.
- Cedrela toona var. stracheyi C. DC.
- Cedrela toona var. sublaxiflora C. DC.
- Cedrela toona var. talbotii C. DC.
- Cedrela toona var. vestita C.T.White
- Cedrela toona var. yunnanensis C. DC.
- Surenus australis Kuntze
- Surenus microcarpa (C. DC.) Kuntze
- Surenus toona (Roxb. ex Rottler & Willd.) Kuntze
- Toona australis (Kuntze) Harms
- Toona febrifuga var. cochinchinensis Pierre
- Toona febrifuga var. griffithiana Pierre
- Toona febrifuga var. ternatensis Pierre
- Toona kingii (C. DC.) Harms
- Toona microcarpa (C. DC.) Harms
- Toona mollis (Hand.-Mazz.) A.Chev.
- Toona sureni var. cochinchinensis (Pierre) Bahadur
- Toona sureni var. pubescens (Franch.) Chun ex F.C.How & T.C.Chen[7][10]